# Palácio de Entretenimento

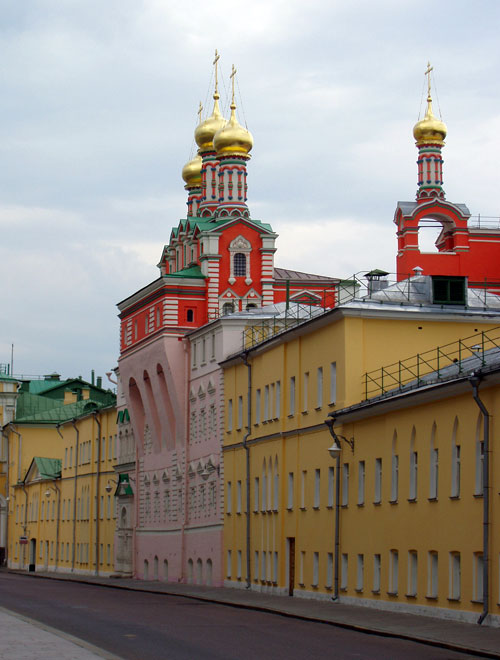
Fachada do Palácio de Entretenimento.

O Palácio de Entretenimento (em russo: Потешный дворец, Poteschny dworez) é um pequeno palácio de Moscovo situado no território do Kremlin. O relativamente insignificante edifício de meados do século XVII, está agora parcialmente salientado, tendo servido inicialmente como uma típica residência boiarda do início da modernidade russa.
O palácio está directamente sobre a parte ocidental da muralha do Kremlin e nas imediações da Torre da Trindade (Tróitskaya) e do Palácio Estatal do Kremlin. Depois de se entrar no Kremlin pelo portão existente na Torre da Trindade, pode ver-se, à direita, a fachada ocidental do Palácio de Entretenimento.

## História

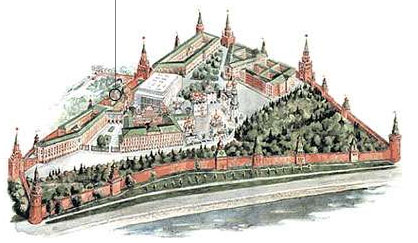
Localização do Palácio de Entretenimento na planta do Kremlin.

Entre 1651 e 1652, um membro da pequena nobreza chamado Ilja Miloslawski foi elevado à categoria de boiardo por ter casado a sua filha Maria com o Czar Alexei Michailowitsch. Por essa razão ganhou o direito de residir no território do Kremlin, tendo erguido lá um edifício de habitação. Este foi erguido num estilo muito típico dos palácios boiardos da época, no qual já tinha sido executado o vizinho Palácio dos Terems - então, residência dos czares. Juntamente com o palácio residencial propriamente dito, Miloslawski mandou construir sob o mesmo tecto a pequena igreja palaciana para homenagem da Mãe de Deus (Церковь Похвалы Богородицы). Na época, a fachada principal do palácio estava voltada para o exterior das muralhas do Kremlin, enquanto no lado sul foi construído um portão ricamente estilizado, chamado de Portão do Leão (Львиные ворота) em virtude da cabeça de leão que o ornamentava.
Quando o palácio, depois da morte de Miloslawski, ocorrida em 1668, foi transferido para a posse do Estado, o ainda reinante Czar Alexei Michailowitsch mandou renovar o edifício, o que permitiu, a partir de então e pela primeira vez no Kremlin, a organização de representações teatrais para os boiardos e para o czar em conjunto com a sua família. Desde essa época, o palácio também passou a ser chamado de forma habtual por poteschny, uma palavra derivada de potecha, o que por seu turno significa algo como "entretenimento" ou "diversão". A finalidade do Palácio de Entreteniemento foi estabelecida para este efeito sob o Czar Alexei, comparando-se, de facto, com um palácio de recreio europeu. A reconstrução do palácio como um palácio de recreio foi concluida em 1674. No seu palco foram encenadas, desde então, principalmente comédias, mas também ballet - uma outra novidade nessa altura.
Durante o reinado do Czar Fjodor Alexejewitsch, filho e sucessor de Alexei, o palácio foi novamente reconstruido, servindo de residência da sua esposa e das suas irmãs por um certo período. 

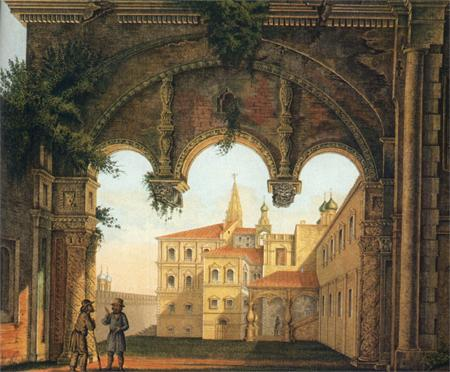
O Palácio de Entretenimento, visto através do Portão do Leão, no século XIX.

No século XVIII, o uso do edifício foi alterado por diversas vezes; assim, entre outros fins, alojou um arquivo e, na década de 1760, serviu de residência ao arquitecto Wassili Baschenow, o qual, mais tarde, se recusou a preparar a construção do novo palácio dos czares no Kremlin. No entanto, o velho nome de Palácio de Entretenimento manteve-se.
Ao longo do século XIX, o Palácio de Entretenimento serviu por um longo período como residência do Comandante do Kremlin, tendo sofrido nessa época, mais precisamente em 1875, uma nova remodelação, durante a qual a Porta do Leão foi destruída. Além disso, foram construídas, em ambos os lados da fachada do palácio, várias residências simples de dois ou três andares, algumas das quais ainda existem hoje em dia. No século XIXe no início do século XX, estas casas foram habitadas, principalmente, pelos empregados do Grande Palácio do Kremlin, a residência dos czares em Moscovo. Um deles foi o médico de naturalidade alemã Andrei Bers, cuja filha Sofia casou, em 1862, com o escritor Leo Tolstoy. A cerimónia decorreu numa das igrejas palacianas do vizinho Palácio dos Terems. Na década de 1920, pouco depois da Revolução de Outubro, as extensões do Palácio de Entretenimento serviram, temporariamente, de residência a altos homens de Estado. Entre eles, estava Josef Stalin, com a sua segunda esposa, Nadezhda Alliluyeva, a qual se suicidou precisamente aqui em 1932. Pouco depois, Stalin mudou-se para um outro apartamento oficial, preparado para ele no Palácio do Senado do Kremlin.
Mais tarde, tanto o Palácio de Entretenimento como as extensões passaram para o controle do Comando do Kremlin, em cuja posse se mantêm até hoje. Por esse motivo, a pequena rua em que o Palácio de Entretenimento está localizado encontra-se incluida numa zona de segurança para turistas, pelo que o palácio só pode ser visto do exterior e a uma distância de cerca de 100 metros.

## Arquitectura

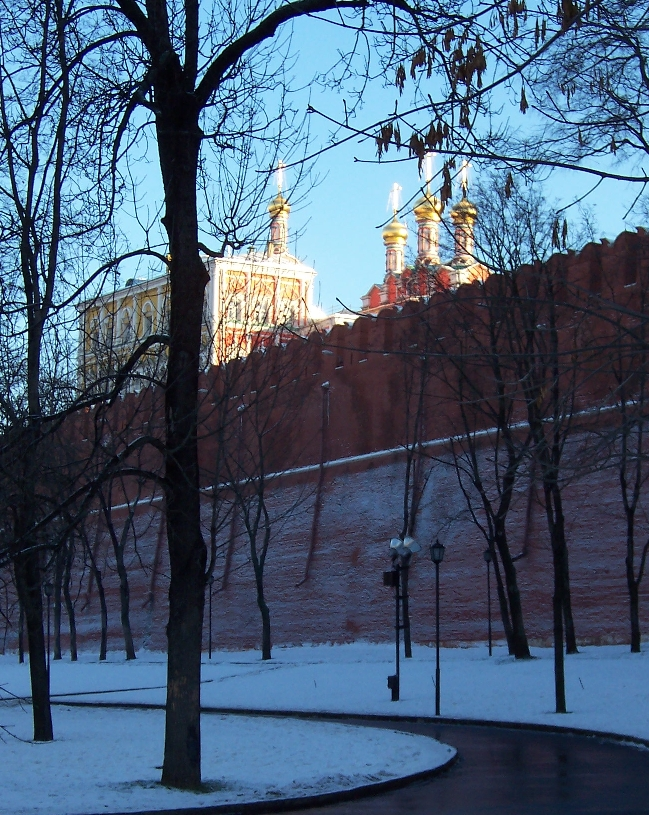
O Palácio de Entretenimento visto do Jardim de Alexandre, no exterior do Kremlin.

O Palácio de Entretenimento foi restaurado no ano 2000, sendo, actualmente, a única residência boiarda que resta no Kremlin. Globalmente, a arquitectura deste palácio é comum à do Palácio dos Terems, construído aproximadamente ao mesmo tempo. Desta forma, apresentam ambos a mesma forma dos telhados, frequente nas antigas terems (residências) boiardas de Moscovo; porém, no Palácio de Entretenimento, as extensões e as cúpulas da igreja palaciana não são tão visíveis como no caso do Palácio dos Terems. As fachadas revestidas de calcário branco são ricas em ornamentos esculpidos nas molduras das janelas, o que também pode ser considerado típico dum residência boiarda da velha Moscvo.
Particularmente marcantes na fachada sul do edifício, voltada para o interior do Kremlin, são as quatro mísulas na parte superior da fachada, a quais servem de apoio, ligeiramente saliente para o exterior, do espaço do altar da igreja palaciana. Esta igreja, que limita o palácio no seu topo superior, é caracterizada pelas suas três torres-cebola, assim como por uma pequena torre sineira visível de baixo. A igreja também foi recentemente restaurada da forma mais fiel possível.

## Literatura
- S.K.Romanjuk: Kremlʹ i Krasnaja Ploščadʹ. Moskvovedenie, Moskau 2004, ISBN 5-78530-434-1, S. 117–120